# Дубай
Дуба́й (араб. دبيّ) — найбільше місто в Об'єднаних Арабських Еміратах (ОАЕ), адміністративний центр однойменного емірату, що разом з іншими шістьма утворює країну. Населення становить 3,49 млн. осіб (станом на 2021 рік). Місто, розташоване на узбережжі Перської затоки, є великим транспортним вузлом, фінансовим і торговельним центром. У місті знаходяться найбільший торговельний порт та аеропорт ОАЕ.
Дубай був заснований у XVIII столітті як невелике рибальське село, на початку XX століття став регіональним торговим центром, а з кінця 1960-х років став швидко зростати завдяки доходам від торговлі нафтою. Зараз економіка Дубая спирається на доходи від торгівлі, туризму, авіації, нерухомості та фінансових послуг, натомість як видобуток нафти складає менше 1 відсотка ВВП емірату. Дубай має потужний туристичний бізнес, є другим у світі містом за кількістю п'ятизіркових готелів, містить найвищу будівлю у світі - Бурдж Халіфу висотою 828 м.

## Етимологія
Щодо походження слова «Дубай» було запропоновано багато теорій. Одна теорія припускає, що це слово означало базар на мові Ба. Арабське прислів’я говорить «Даба Дубай» (араб. دبا دبي), що означає «Вони прийшли з купою грошей».
На думку Феделя Хандхала, дослідника історії та культури ОАЕ, слово Дубай могло походити від слова "дабба" (араб. دب) (похідне минулого часу від "ядуб" (араб. يدب), що означає «повзти»), маючи на увазі повільну течію річки Хор-Дубай.
Поет і вчений Ахмад Мохаммад Обейд виводить Дубай зі слова «дитинча сарани» (араб. جراد) через велику кількість сарани в цьому районі до його заселення.

## Історія

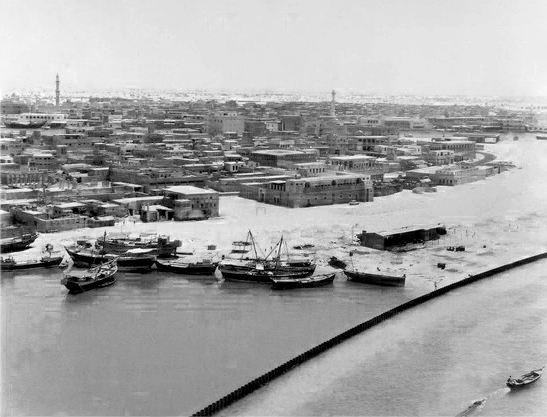
Район Дейра на березі лиману Дубай-Крік у 1960-х роках

Вік залишків стародавнього мангрового болота, виявленого в околицях Дубаю під час будівництва колекторних мереж, оцінюється приблизно у 7000 років. Приблизно 5000 років тому берегова лінія, відступивши всередину країни, набула сучасного вигляду, при цьому територія покрилася піском. До приходу ісламу люди в цій області поклонялися Баджаї (або Баджар). Територія, на якій розташоване місто, з VI століття до н. е. підпорядковувалась перській династії Ахеменідів, у III—VI ст. н. е. належала державі Сасанідів. У VII столітті сюди прийшов іслам і територія стала частиною Арабського халіфату. У VIII столітті князівство Дубай брало участь у повстанні проти намісника халіфа, у результаті чого правителі Дубаю були фактично незалежними в середині VIII—IX століть. До кінця IX ст. вони попали під владу Аббасидів. У XIII ст. сюди вторгались Хулагуїди. До XVIII за територію боролись Португалія, Іран, Туреччина, Оман, ваххабіти.
У XVIII ст. населення князівств, що переважно займалось каботажною торгівлею, втягується у протистояння з британською Ост-Індською компанією, котра монополізувала вантажопотоки між портами Перської затоки й позбавила мешканців головного джерела існування. Це привело до постійних конфліктів між Ост-Індською компанією та місцевим арабським населенням (його британці називали піратами), у зв'язку з чим район князівств отримав назву «Піратський берегом». На початку XIX ст. Ост-Індська компанія посилала сюди військові експедиції під приводом боротьби з піратами. Договори 1835, 1839, 1853 та 1892 років привели до встановлення британського протекторату. З 1853 року територія входила до так званого Договірного Оману.
Перші згадки про поселення на місці Дубаю датуються 1799 роком. На початку XIX століття населення Дубаю становило близько 1200 осіб. Це було невелике поселення, захищене по периметру стінами і з фортом Аль Фахіді (Al Fahidi) у його центрі. До 1833 року він входив до складу емірату Абу-Дабі, пізніше, до отримання незалежності у 1971 році, належав Договірному Оману. З 1833 року Дубай перебуває під владою емірів династії Аль Мактум.
Протягом XIX століття дві катастрофи завдали великих збитків добробуту міста: у 1841 році у місті спалахнула епідемія віспи, що заставила мешканців перебратись на схід від Дейри, а у 1894 році пожежа знищила у Дейрі більшість будинків. Однак географічне розташування міста і далі приваблювало торговців регіону. Емір Дубаю, щоб привабити іноземних торговців, знизив податки, що зацікавило торговців з Шарджі — головного торговельного центру у регіоні того часу.

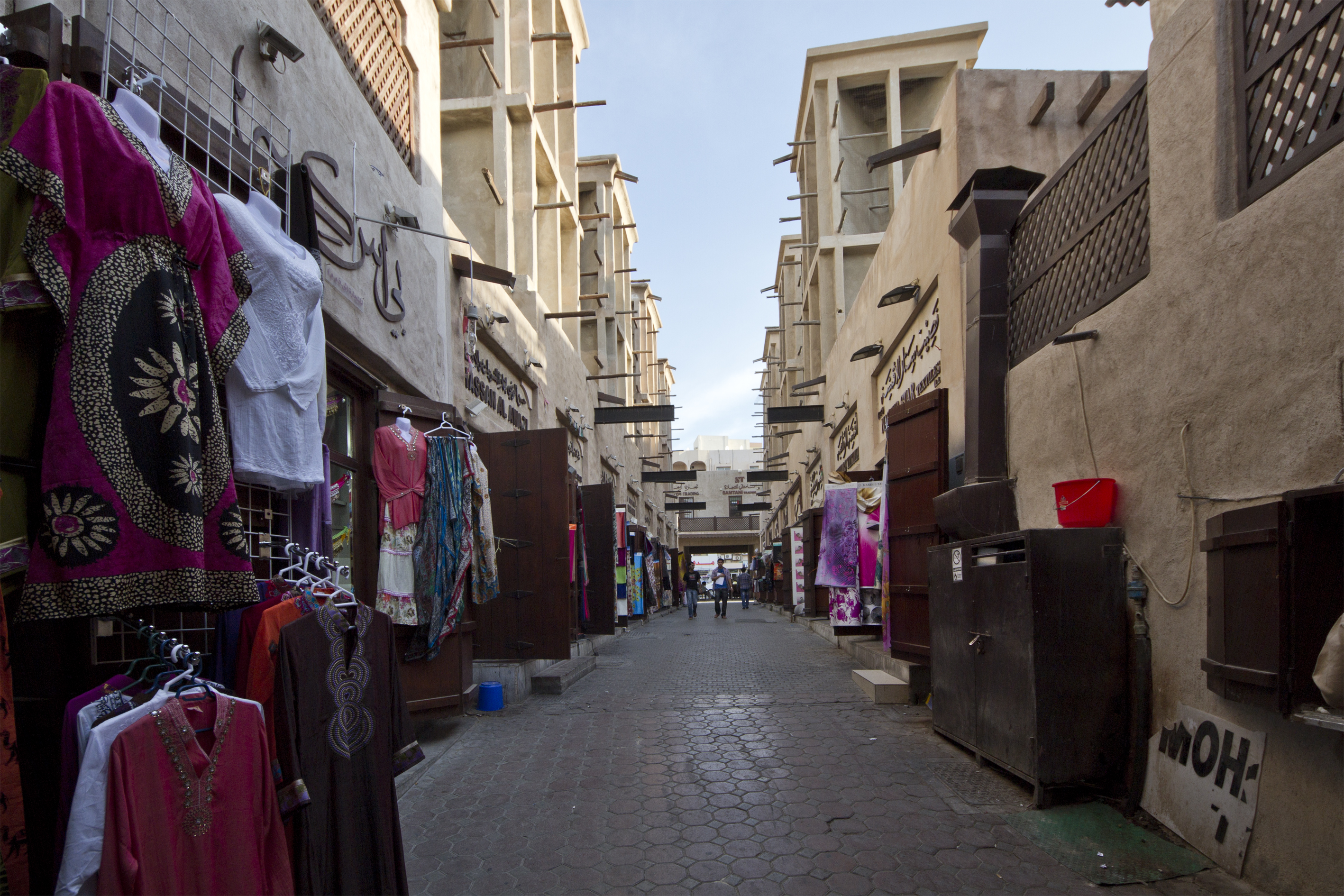
Типова вуличка у районі Дейра (східна частина міста Дубай)

Завдяки своїй близькості до Ірану порт Дубаю привертав увагу іноземних торговців, особливо з Ірану, багато з яких урешті-решт селились у Дубаї і на початку XX століття він уже став одним з найважливіших портів Перської затоки. У 1910 році населення міста становило близько 10 тис. мешканців, а ринок, що розташовувався на узбережжі на боці Дейри, налічував близько 350 крамниць. У Дубаї процвітали видобуток і експорт перлів аж до Великої депресії 1930-х років, подолати наслідки якої перешкодив бурхливий розвиток індустрії вирощування перлів на фермах у Японії.
Тривалий час Дубаю доводилося задовольнятися незначними вигодами від сусідства з багатим нафтою Абу-Дабі, але у 1966 році були знайдені власні родовища, хоча і значно менш багаті. Доходи від видобутку нафти почали надходити з 1969 року. Нафтова промисловість, що розвивалась мала потребу у робочій силі, котра почала прибувати в основному з Індії та Пакистану, у результаті чого з 1968 до 1975 року населення міста зросло у чотири рази. Доходи від нафти допомогли розвитку міста на ранньому етапі, але запаси нафти у Дубаї вельми обмежені й рівень видобутку невисокий: доходи від нафти становлять лише близько 5 % всіх надходжень. Основу економіки Дубаю стали складати туризм, цивільна авіація, нерухомість, фінансові послуги.

## Географія
Місто розташоване на березі Перської затоки на північний схід від столиці ОАЕ міста Абу-Дабі, поряд з містом Шарджа.

### Клімат
Клімат Дубаю — аридний і надзвичайно спекотний (BWib за класифікацією Кеппена). Середня температура серпня (найтеплішого місяця) +35,1 °C, а середній максимум зазвичай перевищує +40 °C, іноді температура в тіні може доходити майже до 50 °C. Зими більш прохолодні, за температурою повітря приблизно відповідають літу в середній смузі України, з теплими днями і прохолодними ночами. Середня температура січня +19 °C (найхолоднішого місяця).
Опади в Дубаї рідкісні (за рік випадає близько 80 мм), випадають переважно в другій половині зими (лютий-березень), з травня по жовтень опадів практично немає.
| Клімат Дубай            | Клімат Дубай | Клімат Дубай | Клімат Дубай | Клімат Дубай | Клімат Дубай | Клімат Дубай | Клімат Дубай | Клімат Дубай | Клімат Дубай | Клімат Дубай | Клімат Дубай | Клімат Дубай | Клімат Дубай |
| Показник                | Січ.         | Лют.         | Бер.         | Квіт.        | Трав.        | Черв.        | Лип.         | Серп.        | Вер.         | Жовт.        | Лист.        | Груд.        | Рік          |
| Абсолютний максимум, °C | 31,6         | 37,5         | 41,3         | 43,5         | 47,0         | 46,7         | 49,0         | 48,7         | 45,1         | 42,0         | 41,0         | 35,5         | 49,0         |
| Середній максимум, °C   | 24,0         | 25,4         | 28,2         | 32,9         | 37,6         | 39,5         | 40,8         | 41,3         | 38,9         | 35,4         | 30,5         | 26,2         | 33,4         |
| Середній мінімум, °C    | 14,3         | 15,4         | 17,6         | 20,8         | 24,6         | 27,2         | 29,9         | 30,2         | 27,5         | 23,9         | 19,9         | 16,3         | 23,3         |
| Абсолютний мінімум, °C  | 6,1          | 6,9          | 9,0          | 13,4         | 15,1         | 18,2         | 20,4         | 23,1         | 16,5         | 15,0         | 11,8         | 8,2          | 6,1          |
| Норма опадів, мм        | 18.8         | 25.0         | 22.1         | 7.2          | 0.4          | 0.0          | 0.8          | 0.0          | 0.0          | 1.1          | 2.7          | 16.2         | 94.3         |
| ----------------------- | ------------ | ------------ | ------------ | ------------ | ------------ | ------------ | ------------ | ------------ | ------------ | ------------ | ------------ | ------------ | ------------ |

## Райони міста
Основні райони: Дейра — східний торговий район, Бар Дубай — історичний центр, Шейх Заїд Роуд — бізнес-центр міста, Джумейра — приморський житловий район, Дубай Марина — перспективний житловий район, який будується навколо штучно побудованої затоки на заході міста.

## Демографія
У Дубаї лише близько 10—15 % відсотків населення становлять араби ОАЕ, з решти населення більшу частину складають індійці, пакистанці, іранці, бангладешці, філіппінці та британці. Значна частина трудових мігрантів не визначає свою національну приналежність.

## Економіка
Дубай — великий торговий, фінансовий і туристичний центр Близького Сходу. За темпами розвитку — аналог Шанхаю. Третій за важливістю світовий центр реекспорту, після Гонконга і Сінгапура. У 2006 році економіка Дубаю становила 46 млрд доларів. Якщо раніше економіка Дубаю була заснована на доходах від нафтової промисловості, то нині доходи від нафти та природного газу формують лише 6 % внутрішнього валового продукту в еміраті.
Для туристів Дубай пропонує відпочинок різного рівню розкоші.

## Транспорт
Транспорт у Дубаї контролює Управління дорожнього руху та транспорту (англ. Roads and Transport Authority, RTA), агенцією уряду Дубаю, утвореною королівським указом у 2005 році. У минулому громадська транспортна мережа зіткнулася з проблемами заторів та надійності роботи, які було вирішено в рамках великої інвестиційної програми, що передбачила понад 70 мільярдів дирхамів витрат на розвиток транспортної інфраструктури із запланованим завершенням до 2020 року, коли прогнозована кількість населення міста перевищить 3,5 млн осіб.

### Автомобільний транспорт і дороги
Через Дубай пролягає п'ять основних трас, що забезпечують сполучення з іншими містами еміратів:
- шосе E 11 Шейх Заєд Роуд (англ. Sheikh Zayed Road)
- шосе E 311 Шейх Мухаммед Бін Заєд роуд[en] (англ. Sheikh Mohammed Bin Zayed Road)
- автобан E 44 Дубай-Хатта[en] (англ. Dubai-Hatta Highway)
- шосе E 77 Дубай-Аль Хабаб Роуд[en] (англ. Dubai-Al Habab Road)
- шосе E 66 Дубай-Аль Айн роуд[en] (використовуються назви англ. Oud Metha Road, англ. Dubai-Al Ain Road, або англ. Tahnoun Bin Mohammad Al Nahyan Road)[46].

Додатково, декілька важливих внутрішньоміських доріг, таких як D 89 (англ. Al Maktoum Road/Airport Road), D 85 (англ. Baniyas Road), D 75 (англ. Sheikh Rashid Road), D 73 (англ. Al Dhiyafa Road перейменована у вулицю 2 Грудня /англ. 2 December street), D 94 (англ. Jumeirah Road) і D 92 (англ. Al Khaleej/Al Wasl Road) забезпечують сполучення між окремими районами міста. Східні та західні ділянки міста сполучаються: мостом Аль-Мактум (англ. Al-Maktoum Bridge), мостом Аль-Гаргуд (англ. Al Garhoud Bridge), тунелем Аль-Шіндага (англ. Al Shindagha Tunnel), мостом Бізнес бей кросінг (англ. Business Bay Crossing) та понтонним мостом.
Громадський автобусний транспорт обслуговує 140 міських маршрутів і у 2008 році перевіз понад 109 мільйонів пасажирів. У кінці 2010 року місто обслуговували 2100 автобусів.
Усі послуги таксі ліцензуються RTA. Дубайські ліцензовані таксі легко ідентифікуються за кремовим кольором кузова і різноманітними кольорами даху, що ідентифікують оператора. «Dubai Taxi Corporation», підрозділ RTA, є найбільшим оператором і має машини з червоними дахами. Є п'ять приватних операторів: «Metro Taxis» (помаранчеві дахи), «Network Taxis» (жовті дахи), «Cars Taxis» (сині дахи), «Arabia Taxis» (зелені дахи) і «City Taxis» (фіолетовий дах). Крім того, «Dubai Taxi Corporation» має службу «Lady Taxi» з рожевими дахами, яка обслуговує виключно пасажирів-жінок, використовуючи водіїв-жінок. У Дубайському міжнародному аеропорту працює «Dubai Taxi Corporation». На території емірату працює понад 3000 автівок-таксі, які здійснюють у середньому 192 000 поїздок щодня і перевозять близько 385 000 осіб.

### Метрополітен
У метрополітені Дубаю, який було відкрито у 2009 році, реалізовано механізм руху поїздів без машиністів. Більшість станцій розташовано над землею, але є і підземна частина. У системі використовуються п'ятивагонні потяги. Вагони поділяються за класом, перший вагон — золотий клас, квиток в який коштує дорожче. Платформи облаштовані захисними скляними стінами з дверима, що відділяють пасажирів від потягів. Усі станції обладнані кондиціонерами.
Лінії:
- Лінія 1 (червона) — 29 станцій (24 естакадних, 4 підземні, 1 наземна) та 52,1 км
- Лінія 2 (зелена) — 20 станцій (12 естакадних, 8 підземних) та 22,5 км.

Дубайський метрополітен має систему правил. Заборонено їсти та вживати напої на станціях та у вагонах. Не можна спати на станціях, жувати жуйку, а також палити, перевозити алкоголь (навіть у закритому вигляді у сумці) та велосипеди.

### Міжнародний аеропорт
Міжнародний аеропорт Дубай (араб. مطار دبي الدولي), (IATA: DXB, ICAO: OMDB) — найбільший цивільний аеропорт Об'єднаних Арабських Еміратів, розташований за чотири кілометри на південний схід від історичного центру Дубай в районі Аль-Гархуд.
Аеропорт має максимальну пропускну здатність до 60 мільйонів пасажирів і 2,1 млн тонн вантажів на рік, будівництво аеропорту обійшлося приблизно в 5,5 млрд доларів США.
Міжнародний аеропорт Дубай підпорядкований Управлінню цивільної авіації ОАЕ і є базовим аеропортом для національної авіакомпанії країни Emirates Airline. Транзитний вузол (хаб) Emirates Airline обробляє до 60 % всіх пасажирських перевезень аеропорту та обслуговує близько 37 % всіх операцій щодо зльотів/посадок літаків, і став найбільшим авіаційним вузлом Близького Сходу та Африки.
У місті є два морські порти.

## Цікаві місця
- Бурдж Халіфа — хмарочос, що нагадує за формою сталагміта. З 19 травня 2008 року — найвища будова світу, висота 828 м.
- Критий гірськолижний курорт — перший критий гірськолижний комплекс на Близькому Сході і один з найбільших у світі площею 22,5 тис. м² (площа 3 футбольних полів), цілорічно вкритий штучним снігом. 1,5 тис. відвідувачів.
- Дубайський акваріум та зоопарк підводних тварин — включає один із найбільших акваріумів світу.
- Острови Пальм — архіпелаг штучних островів. Архіпелаг складається з трьох островів: Пальма Джумейра, Пальма Джебель Алі, Пальма Дейра.
- The World — архіпелаг біля узбережжя ОАЕ у формі континентів Землі.
- Бурдж аль-Араб — один з найдосконаліших і найрозкішніших готелів світу.
- Дубайська опера — багатофункціональний театр виконавчих мистецтв.
- Фонтан Дубай — найбільший фонтан в Дубаї.